# Acero wootz

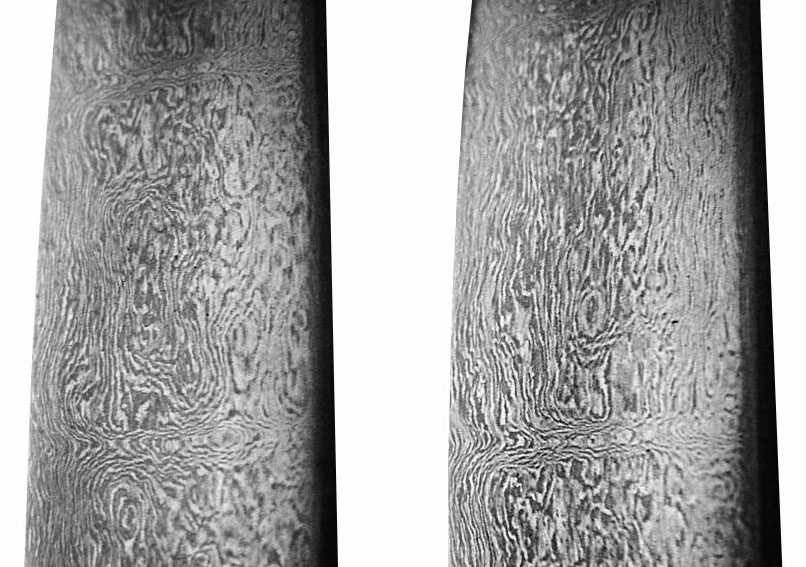
Los aceros de crisol como el acero wootz y el acero de Damasco muestran patrones de bandas únicos debido a las aleaciones de ferrita y cementita entremezcladas en el acero.

El acero wootz es un acero caracterizado por poseer una especie de patrones o bandas de capas de microcarburos temperados en una matriz con martensita o perlita. Fue desarrollado por primera vez en la India alrededor del 300 a. C. La palabra wootz puede ser una mala traducción de wook, la versión en inglés de ukku o 'acero' en los idiomas indios. El acero wootz fue exportado a través del Medio Oriente y dio lugar al acero de Damasco. Una de las características principales del acero wootz es la alta cantidad de carburos, que le imparten una gran dureza y resistencia a la penetración o rayadura. Las espadas elaboradas con este tipo de acero se caracterizan también por su gran tenacidad, que es la resistencia a la rotura y deformación.

## Manufactura
Existe la teoría de que antaño el acero wootz era un promotor del acero de crisol, mediante la combinación de arrabio o menas de hierro y carbón vegetal con cristal y calentado todo ello en un horno. El resultado era una mezcla de impurezas mezcladas con un cristal y algunos «botones» de acero. Los botones o perlas (con un contenido típico de carbono del 1,5 %) se separaban de la escoria y se transformaban en lingotes de donde se forjaban las espadas y hojas para incrementar la utilidad del acero en grandes utensilios. 
Las técnicas para la elaboración de este tipo de acero datan de cerca del 1700 a. C., casi en las mismas fechas en las que se empezó a tomar conocimiento de la utilidad del hierro para fabricar herramientas.  La tradición oral en India mantuvo como ingrediente secreto la hematita (o viejo wootz), elemento que se incluía cuando se fundía el acero. El acero wootz fue posiblemente redescubierto a mediados del siglo XIX cuando el metalúrgico ruso Pavel Petrovich Anosov (véase acero bulat) intentó descubrir el secreto de su elaboración y manufactura.

## Investigaciones modernas
Los maestros herreros Alfred Pendray y W.E. Dauksch redescubrieron las técnicas clásicas a comienzos de los años 1980, verificadas por otros investigadores como John Verhoeven. El método de la producción del acero wootz, empleando tecnología moderna, fue desarrollado en 1980 por Oleg Sherby y Jeff Wadsworth en la Universidad de Stanford, así como en el Laboratorio Nacional Lawrence Livermore. El acero producido con su técnica tenía las características de los microcarburos, llegando a discutirse en la literatura metalúrgica si el acero wootz elaborado por sus métodos seguía o no los métodos clásicos. Recientemente, el grupo de Peter Paufler de la Universidad de Dresde en Alemania han descubierto indicios de la presencia de nanotubos de carbono en los aceros de wootz, existencia disputada en la comunidad científica.
En la cultura popular
El acero wootz aparece como tecnología única de la edad imperial de los dravídicos , civilización del Age Of Empires 2, añadida en el DLC ¨Dynastyes The India¨. La tecnología hace que las unidades de infantería ignoren la armadura  